# Andreas Bredahl
Andreas Pedersen Bredahl (født d. 13. marts 2003) er en dansk professionel fodboldspiller, som spiller for 1. division-klubben B.93.

## Klubkarriere

### FC Nordsjælland
Bredahl kom igennem FC Nordsjællands ungdomsakademi, og gjorde debut for førsteholdet den 17. juli 2020.

### Vejle Boldklub
Bredahl skiftede i juni 2022 til Vejle Boldklub efter kontraktudløb hos Nordsjælland.

## Landsholdskarriere
Bredahl har repræsenteret Danmark på flere ungdomsniveauer.